# Usage local ayant force de loi
Un usage local ayant force de loi est une coutume à laquelle un État a conféré un caractère législatif telles que sa légitimité et sa nécessité sont assimilables localement à celles d'une loi ; cet usage pouvant ainsi éclairer et justifier les décisions des tribunaux en cas de débat ou querelle.
En France, au XIXe siècle, le recensement de ces usages locaux a été entrepris par l'administration des départements et le résultat en a été publié sous forme de recueil propre à chaque département, des éditions actualisées étant publiées ensuite jusqu'au XXIe siècle. Outre les enquêtes auprès de la population, les usages reconnus, ou leur rédaction, peuvent être inspirés de textes antérieurs à la Révolution française.

## Nature des usages locaux en France
Les usages locaux ayant force de loi concernent principalement les droits et obligations de voisinage, les conditions de vente de denrées et matériaux, et celles des locations d'animaux, matériel, terrains et de propriétés.
Pour que les usages locaux s’imposent à la loi il faut qu'ils existent, soient constants et reconnus.
Les usages locaux se définissent par trois caractéristiques :
- l’ancienneté ou la coutume,
- la constance, c’est-à-dire qu’ils doivent être constants dans le temps et dans les habitudes,
- la reconnaissance, c’est-à-dire qu’ils doivent être reconnus par tous et acceptés. Ainsi, quand les usages locaux sont constants et reconnus, qu’ils soient écrits ou verbaux, ils s’imposent comme règle de droit notamment en l’absence de dispositions législatives ou réglementaires. Ils peuvent donc soit interpréter la loi, soit la suppléer, quand la loi ne renvoie pas aux usages locaux.

Cependant ils ne s’imposent pas dans les cas suivants :
- une loi ou un règlement existent et ne renvoient pas aux usages locaux,
- un accord est conclu en lieu et place de l’usage local entre les parties concernées,
- un jugement remet en cause la validité de l’usage local (en effet, les juges du fonds Tribunal de Grande Instance et cour d’Appel sont souverains pour apprécier la validité des usages locaux). Les mairies et les services de l’urbanisme des préfectures peuvent disposer des usages locaux que tout intéressé peut consulter. Mais ce sont surtout les chambres d’agriculture en vertu de l’article L. 511-3 du code rural qui sont dépositaires des usages locaux tant en matière agricole que des haies, clôtures, plantations, usages des eaux, bornage, construction etc. Ces usages locaux servent alors de base aux décisions judiciaires.

### Exemples courants où la loi impose les usages locaux
Certains usages locaux sont consacrés par la loi. Le plus connu est celui imposé par l’article 671 du code civil relatif aux distances des plantations : il est permis d’avoir des plantations à la distance de deux mètres de la ligne séparative de deux propriétés si elles dépassent deux mètres de hauteur et, si elles ne dépassent pas les deux mètres de hauteur, la distance de recul doit être de 0,50 mètre… sauf si des usages locaux, constants et reconnus, prévoient une distance différente ou pas de distance de recul du tout (c’est le cas de l’usage parisien qui peut s’appliquer dans les lotissements des villages). En cas de litige, le juge du fond apprécie si l’usage parisien s’impose ou pas. Dans tous les cas, l’élagage est obligatoire et imprescriptible. Si l’arbre en question a plus de trente ans ou qu’il était déjà sur la propriété, divisée en lots (destination du père de famille), aucune distance n’est imposée. Dans tous les cas, l’élagage est obligatoire. L’article 673 du code civil dit bien que « celui sur la propriété duquel avancent les branches des arbres, arbustes ou arbrisseaux du voisin, peut contraindre celui-ci à les couper. Si ce sont les racines, ronces ou brindilles qui avancent sur sa propriété, il a le droit de les couper lui-même à la limite de la ligne séparative ». Par ailleurs, les arbres, arbustes et arbrisseaux de toute espèce peuvent être plantés en espaliers, de chaque côté d’un mur séparatif, sans que l’on soit tenu d’observer aucune distance, mais ils ne pourront dépasser la crête du mur. Si le mur est mitoyen les propriétaires peuvent y appuyer leurs espaliers, ce que seul le propriétaire du mur non mitoyen peut faire.
Autres exemples :
- la hauteur des murs de clôture imposée par l’article 663 du code civil est fixée selon les usages constants et reconnus (également les règlements particuliers s’ils existent). Ce n’est qu’à défaut d’usages locaux que tout mur de séparation entre voisins doit avoir une hauteur de 3,20 mètres, chaperon compris, dans les villes de 50 000 habitants et plus, et de 2,60 mètres dans les villes et villages de moins de 50 000 habitants.
- tout propriétaire peut clore son héritage en vertu de l’article 647 du code civil, notamment avec du fil de fer barbelé ou dit « ronce » en limite de propriété ou dans la limite indiquée par les usages locaux. L’essentiel est de ne pas nuire au voisin par la nature de la clôture employée.
- près d’un mur mitoyen ou non, tout forage de puits, fosse d’aisance, toute construction de cheminée, âtre, forge, four, fourneau, étable... doivent se conformer aux distances prescrites par les usages locaux en vertu de l’article 674 du code civil (par exemple dans les Bouches-du-Rhône, les puits doivent être éloignés des murs mitoyens d’au moins un pas/un mètre).
- les clauses d’usage s’imposent aux contrats et obligations de même que ce qui est ambigu s’interprète par ce qui est d’usage (articles 1159 et 1160 du code civil).
- selon l’article 714 du code civil, il est des choses qui n’appartiennent à personne et dont l’usage est commun à tous. Des lois ou des usages règlent la manière d’en jouir (par exemple le droit de grappillage et de glanage des raisins, le droit d’affouage, de ramasser le bois mort en forêt, la cueillette des champignons, des escargots, etc.)
- la largeur de la servitude de passage imposée par l’article 682 du code civil est fixée par les usages locaux[2].

## Recensements départementaux des usages locaux en France
Le volume « Usages locaux ayant force de loi dans le département d'Ille-et-Vilaine » de 1934 rappelle dès les premières lignes de sa préface le processus de reconnaissance des usages majeurs du département et de leur publication sous le titre de « Code des usages locaux de 1901 » : « Le Recueil des Usages Locaux ayant force de loi dans le département d'Ille-et-Vilaine, publié pour la première fois en 1850 par M. Quernest, sur l'initiative du Conseil Général, sous la surveillance et avec le concours de l'Administration, réédité en 1859 et en 1870, avait une première fois, à la fin du XIXe siècle, cessé d'être en harmonie avec l'état des choses. […] Dans les Cantons, une Commission présidée par le Juge de paix réunit les informations nécessaires ; à Rennes, une Commission départementale composée de hauts magistrats, des représentants de l'Administration, du Conseil général, des Facultés de Droit, du Barreau, de la Chambre des Notaires, des Avoués…, dégagea des rapports des Commissions cantonales, les conclusions à retenir et procéda à une nouvelle rédaction qui fut éditée en 1901. »
Cette préface donne comme origine à cette rénovation la circulaire du ministre de l'agriculture du 7 mars 1923 sollicitant le concours des comités de retour à la terre pour une enquête sur les usages locaux en matière agricole. Elle précise encore que la loi du 3 janvier 1924 créant les chambres d'agriculture leur confiait la charge dans son article 24 de « codifier les coutumes et usages locaux à caractère agricole qui servent ordinairement de base aux décisions judiciaires ». En Ille-et-Vilaine, après l'enquête achevée en 1928, la rédaction fut terminée par la commission centrale en 1933 pour approbation par la chambre départementale d'agriculture et le conseil général.